# Al tercer día
Al tercer día es una película de Argentina filmada en colores dirigida por Daniel de la Vega sobre  el guion de Alberto Fasce y Gonzalo Ventura que se estrena el 4 de febrero de 2021 y que tuvo como actores principales a Diego Cremonesi, Rodolfo Ranni, Gerardo Romano y Mariana Anghileri.

## Sinopsis
Después de un accidente de tránsito, Cecilia que iba con su hijo en uno de los dos vehículos, despierta sola sin recordar lo sucedido después del hecho y empieza a buscar a su hijo mientras se enfrenta con un fanático religioso.

## Reparto
Participaron en el filme los siguientes intérpretes:
- Diego Cremonesi...Fernando
- Rodolfo Ranni...	Rodolfo
- Gerardo Romano...Enrique
- Arturo Bonín...José
- Lautaro Delgado...Hernán
- Mariana Anghileri...Cecilia
- Verónica Intile...	Figaro
- Osvaldo Santoro...Ventura
- Octavio Belmonte...Martin

## Comentarios
El director declaró acerca del filme:

”Al empezar a trabajar en esta película nos hicimos unas preguntas: ¿Se puede contar una historia distinta a todas? ¿Puede esa historia tocar temas que atañen al género humano desde siempre, pero sin caer en ningún lugar en el que se ha caído antes? ¿Podemos sorprender a través de un género que ha sido usado y abusado?”

Gerard FM opinó sobre la película:

”empieza… como una película de intriga, incluso por momentos parece un film policíaco… No obstante, el terror es palpable… con un final que … firma la cinta y la introduce en un subgénero de terror puro…un conjunto de traspiés que quizás por separado no se hubieran notado tanto, pero que al encontrarse en la cinta resbalan ligeramente, hablo en parte del guion… el cual por una parte está formado por buenas ideas, empezando por el retroceso al partir de tres días más allá e ir desenroscando la solución hasta darle libertad en forma de final redondo, sin tener en cuenta…una parte de incongruencias que junto a algún personaje poco definido o acertado no termina de funcionar… aunque hay momentos de buena interpretación...hay otros momentos en que algún actor no es capaz de defender... un personaje que tiene su trascendencia en la historia...En cualquier caso, es una película con la que dejarse entretener y pasar un buen rato, una historia más que engloba el volumen de cine de terror del año y que sin despuntar por encima de la media se mantiene en un nivel de disfrute aceptable hasta un final convincente para el espectador que busca género.